# Куса (приток Ая)
Куса́ (баш. Ҡуҫа) — река в России, протекает в Челябинской области. Река впадает в Ай на 388 км. Длина реки составляет 59 км, площадь водосборного бассейна 621 км². У устья реки расположен одноимённый город.

## Притоки
- 3,1 км: Сарайка
- 14 км: Большой Навыш
- 17 км: Большая Юважелга
- 20 км: Чёрная
- 29 км: Изранда
- 36 км: Шумга 1-я
- 42 км: Шумга 2-я

## История
В 1956 году в расположенный на реке Кусинский городской пруд были сброшены фрагменты памятника Сталину. Их обнаружили и извлекли в 2018 году при осушении водоёма.

## Данные водного реестра
По данным государственного водного реестра России относится к Камскому бассейновому округу, водохозяйственный участок реки — Ай от истока и до устья, речной подбассейн реки — Белая. Речной бассейн реки — Кама.
Код объекта в государственном водном реестре — 10010201012111100021597.